# Ligne de tramway 420
La ligne 420 est une ancienne ligne de tramway du Groupe de Tournai de la Société nationale des chemins de fer vicinaux (SNCV) qui a fonctionné entre le 15 octobre 1902 et le 22 août 1953.

## Histoire
15 octobre 1902 : mise en service en traction vapeur entre la gare de Tournai et celle de Péruwelz (nouvelle section, capital 95) ; exploitation par la SA des Tramways urbains et vicinaux (TUV).
En 1920, la SNCV reprend l'exploitation de la ligne.
Date inconnue : traction par autorail.
1952 : déviation à Tournai entre le boulevard des Combattants et la gare par les avenues du Commandant Delahaye et Van Cutsem (nouvelle section, capital 95) et fermeture à tout trafic de l'ancienne section par le boulevard des Déportés.
22 août 1953 : suppression et remplacement par une ligne d'autobus n°8.

## Vestiges
- Dépôts et stations : Tournai, Wasmes-Audemez-Briffœil.

## Infrastructure

### Dépôts et stations
Wasmes-Audemez-Briffœil.
Autres dépôts utilisés par la ligne situés sur le reste du réseau ou des lignes connexes : Tournai.

## Exploitation

### Horaires
Tableaux :
- 420 en 1931[1].
- 672 en 1950[2].